# فرانز وولف (راكب الكنو)
فرانز وولف (بالألمانية: Franz Wolf)‏ هو راكب الكنو نمساوي، ولد في 5 يوليو 1938.

## وصلات خارجية
- فرانز وولف على موقع أوليمبيديا (الإنجليزية)